# Zweden op de Olympische Winterspelen 1972
Tijdens de Olympische Winterspelen van 1972, die in Sapporo (Japan) werden gehouden, nam Zweden voor de elfde keer deel.

## Medailleoverzicht
| Sport      | Olympiër            | Discipline | Medaille |
| ---------- | ------------------- | ---------- | -------- |
| Langlaufen | Sven-Åke Lundbäck   | 15 km (m)  | Goud     |
| Schaatsen  | Hasse Börjes        | 500 m (m)  | Zilver   |
| Biatlon    | Lars-Göran Arwidson | 20 km (m)  | Brons    |
| Schaatsen  | Göran Claeson       | 1500 m (m) | Brons    |

## Deelnemers en resultaten

### Alpineskiën
| Olympiër        | Discipline       | Resultaat | Prestatie                        |
| --------------- | ---------------- | --------- | -------------------------------- |
| Sven Mikaelsson | reuzenslalom (m) | 28e       | 3.21,65 (+12,03) 1.37,88+1.43,77 |
| Sven Mikaelsson | slalom (m)       | 21e       | 2.01,72 (+12,45) 1.01,00+1.00,72 |
| Olle Rolén      | afdaling (m)     | 34e       | 1.59,28 (+7,85)                  |
| Olle Rolén      | reuzenslalom (m) | dnf       | opgave                           |
| Olle Rolén      | slalom (m)       | dnf       | opgave                           |
| Manni Thofte    | afdaling (m)     | 28e       | 1.56,66 (+5,23)                  |
| Manni Thofte    | reuzenslalom (m) | dnf       | opgave                           |
| Manni Thofte    | slalom (m)       | dnf       | opgave                           |
| Lotta Sollander | afdaling (v)     | 31e       | 1.42,97 (+6,29)                  |
| Lotta Sollander | reuzenslalom (v) | dnf       | opgave                           |
| Lotta Sollander | slalom (v)       | dnf       | opgave                           |

### Biatlon
| Olympiër                                                          | Discipline             | Resultaat | Prestatie                                                                                            |
| ----------------------------------------------------------------- | ---------------------- | --------- | --- |
| Lars-Göran Arwidson                                               | 20 km (m)              | Brons     | 1:16.27,03 (+31,53) pen.: 2 (0 / 0 / 2 / 0)                                                          |
| Holmfrid Olsson                                                   | 20 km (m)              | 21e       | 1:22.28,78 (+6.33,28) pen.: 3                                                                        |
| Olle Petrusson                                                    | 20 km (m)              | 42e       | 1:28.40,58 (+12.45,08) pen.: 12                                                                      |
| Torsten Wadman                                                    | 20 km (m)              | 49e       | 1:30.17,56 (+14.22,06) pen.: 13                                                                      |
| Lars-Göran Arwidson Olle Petrusson Torsten Wadman Holmfrid Olsson | 4x7,5 km estafette (m) | 5e        | 1:56.57,40 (+5.12,48) pen.: 6-18 (1-6 / 3-4 / 0-2 / 2-6) (28.23,09 / 29.32,78 / 27.52,03 / 31.09,50) |

### Bobsleeën
| Olympiër                                                       | Discipline             | Resultaat | Prestatie                                               |
| -------------------------------------------------------------- | ---------------------- | --------- | ------------------------------------------------------- |
| Carl-Erik Eriksson Jan Johansson                               | 2-mansbob (m) Zweden I | 6e        | 5.01,40 (+4,33) (1.16,68 / 1.16,81 / 1.14,08 / 1.13,83) |
| Carl-Erik Eriksson Tom Mentzer Thomas Gustafsson Jan Johansson | 4-mansbob (m) Zweden I | 11e       | 4.47,40 (+4,33) (1.12,14 / 1.12,42 / 1.11,43 / 1.11,41) |

### Kunstrijden
| Olympiër        | Discipline | Resultaat | Prestatie                |
| --------------- | ---------- | --------- | ------------------------ |
| Anita Johansson | vrouwen    | 15e       | pc. 131,0; 2349,3 punten |

### Langlaufen
| Olympiër                                                           | Discipline            | Resultaat | Prestatie                                                         |
| ------------------------------------------------------------------ | --------------------- | --------- | ----------------------------------------------------------------- |
| Lars-Göran Åslund                                                  | 15 km (m)             | 18e       | 46.56,23 (+1.27,99)                                               |
| Lars-Göran Åslund                                                  | 30 km (m)             | 11e       | 1:39.45,29 (+3.14,14)                                             |
| Tord Backman                                                       | 15 km (m)             | 20e       | 47.22,97 (+1.54,73)                                               |
| Tord Backman                                                       | 50 km (m)             | 13e       | 2:48.53,51 (+5.38,76)                                             |
| Lars-Arne Bölling                                                  | 50 km (m)             | 7e        | 2:45.06,80 (+1.52,05)                                             |
| Gunnar Larsson                                                     | 15 km (m)             | 8e        | 46.23,29 (+55,05)                                                 |
| Gunnar Larsson                                                     | 30 km (m)             | 4e        | 1:37.33,72 (+1.02,57)                                             |
| Gunnar Larsson                                                     | 50 km (m)             | 20e       | 2:51.17,56 (+8.02,81)                                             |
| Hans-Erik Larsson                                                  | 50 km (m)             | 11e       | 2:47.59,37 (+4.44,62)                                             |
| Sven-Åke Lundbäck                                                  | 15 km (m)             | Goud      | 45.28,24                                                          |
| Sven-Åke Lundbäck                                                  | 30 km (m)             | 13e       | 1:39.54,35 (+3.23,20)                                             |
| Thomas Magnuson                                                    | 30 km (m)             | 28e       | 1:43.26,02 (+6.54,87)                                             |
| Thomas Magnuson Lars-Göran Åslund Gunnar Larsson Sven-Åke Lundbäck | 4x10 km estafette (m) | 4e        | 2:07.03,60 (+2.15,66) (31.10,56 / 31.59,65 / 31.35,96 / 32.17,43) |
| Meeri Bodelid                                                      | 5 km (v)              | 33e       | 18.29,07 (+1.28,57)                                               |
| Meeri Bodelid                                                      | 10 km (v)             | 19e       | 36.41,52 (+2.23,70)                                               |
| Birgitta Lindqvist                                                 | 5 km (v)              | 32e       | 18.25,88 (+1.25,38)                                               |
| Birgitta Lindqvist                                                 | 10 km (v)             | 28e       | 37.24,76 (+3.06,94)                                               |
| Eva Olsson                                                         | 5 km (v)              | 15e       | 17.46,66 (+46,16)                                                 |
| Eva Olsson                                                         | 10 km (v)             | 23e       | 36.46,50 (+2.28,68)                                               |
| Barbro Tano                                                        | 5 km (v)              | 19e       | 17.54,53 (+54,03)                                                 |
| Barbro Tano                                                        | 10 km (v)             | 13e       | 36.29,34 (+2.11,52)                                               |
| Meeri Bodelid Eva Olsson Birgitta Lindqvist                        | 3x5 km estafette (v)  | 8e        | 51.51,84 (+3.05,69) (18.32,24 / 17.09,91 / 16.09,69)              |

### Noordse combinatie
| Olympiër             | Discipline | Resultaat | Prestatie                                       |
| -------------------- | ---------- | --------- | ----------------------------------------------- |
| Sven-Olof Israelsson | mannen     | 36e       | 323,300 punten schans: 130,3 p 15 km: 193,000 p |

### Schaatsen
| Olympiër            | Discipline   | Resultaat | Prestatie           |
| ------------------- | ------------ | --------- | ------------------- |
| Hasse Börjes        | 500 m (m)    | Zilver    | 39,69 (+0,25)       |
| Göran Claeson       | 1500 m (m)   | Brons     | 2.05,89 (+2,93)     |
| Göran Claeson       | 5000 m (m)   | 4e        | 7.36,17 (+12,56)    |
| Göran Claeson       | 10.000 m (m) | 6e        | 15.30,19 (+28,84)   |
| Johan Granath       | 500 m (m)    | 16e       | 40,79 (+1,35)       |
| Johan Granath       | 1500 m (m)   | 16e       | 2.10,21 (+7,25)     |
| Johnny Höglin       | 1500 m (m)   | 9e        | 2.08,11 (+5,15)     |
| Johnny Höglin       | 5000 m (m)   | 12e       | 7.45,68 (+22,07)    |
| Göran Johansson     | 1500 m (m)   | 15e       | 2.09,66 (+6,70)     |
| Ove König           | 500 m (m)    | 7e        | 40,25 (+0,81)       |
| Örjan Sandler       | 5000 m (m)   | 14e       | 7.47,92 (+24,31)    |
| Örjan Sandler       | 10.000 m (m) | 15e       | 16.04,90 (+1.03,55) |
| Mats Wallberg       | 500 m (m)    | 9e        | 40,41 (+0,97)       |
| Sylvia Filipsson    | 500 m (v)    | 23e       | 46,78 (+3,45)       |
| Sylvia Filipsson    | 1000 m (v)   | 30e       | 1.37,24 (+5,84)     |
| Sylvia Filipsson    | 1500 m (v)   | 20e       | 2.29,38 (+8,53)     |
| Sylvia Filipsson    | 3000 m (v)   | 14e       | 5.11,13 (+18,99)    |
| Ylva Hedlund        | 500 m (v)    | 18e       | 46,24 (+2,91)       |
| Ylva Hedlund        | 1000 m (v)   | 14e       | 1.33,82 (+2,42)     |
| Ylva Hedlund        | 1500 m (v)   | 25e       | 2.31,31 (+10,46)    |
| Ann-Sofie Järnström | 500 m (v)    | 15e       | 45,83 (+2,50)       |
| Ann-Sofie Järnström | 1000 m (v)   | 19e       | 1.35,21 (+3,81)     |
| Ann-Sofie Järnström | 1500 m (v)   | 26e       | 2.31,53 (+10,68)    |

### Schansspringen
| Olympiër         | Discipline         | Resultaat | Prestatie                                          |
| ---------------- | ------------------ | --------- | -------------------------------------------------- |
| Anders Lundqvist | normale schans (m) | 42e       | 191,8 punten 98,3 p. (71,0 m) + 93,5 p. (68,0 m)   |
| Anders Lundqvist | grote schans (m)   | 41e       | 158,0 punten 85,8 p. (84,5 m) + 72,2 p. (78,0 m)   |
| Rolf Nordgren    | normale schans (m) | 11e       | 217,8 punten 115,7 p. (82,5 m) + 102,1 p. (74,0 m) |
| Rolf Nordgren    | grote schans (m)   | 11e       | 203,5 punten 105,5 p. (97,5 m) + 98,0 p. (92,5 m)  |

### IJshockey
| Olympiër | Discipline | Resultaat | Prestatie |
| --- | ---------- | --------- | --- |
| Leif Holmqvist Christer Abrahamsson Thommy Abrahamsson Lars-Eric Sjöberg Kjell-Rune Milton Stig Östling Bert-Ola Nordlander Kenneth Ekman Tord Lundström Lars-Göran Nilsson Håkan Pettersson Håkan Wickberg Mats Åhlberg Björn Palmqvist Hans Hansson Inge Hammarström Hans Lindberg Thommie Bergman Stig-Göran Johansson Mats Lindh | mannen     | 4e        | kwalificatieronde: 8 - 1 Zweden - Joegoslavië A-groep (1e-6e plaats): 5 - 1 Zweden - Verenigde Staten 3 - 3 Zweden - Sovjet-Unie 5 - 3 Zweden - Polen 1 - 2 Zweden - Tsjecho-Slowakije 3 - 4 Zweden - Finland |

Argentinië · Australië · België · Bondsrepubliek Duitsland · Bulgarije · Canada · Duitse Democratische Republiek · Filipijnen · Finland · Frankrijk · Griekenland · Groot-Brittannië · Hongarije · Iran · Italië · Japan · Joegoslavië · Libanon · Liechtenstein · Mongolië · Nederland · Nieuw-Zeeland · Noord-Korea · Noorwegen · Oostenrijk · Polen · Roemenië · Sovjet-Unie · Spanje · Taiwan · Tsjecho-Slowakije · Verenigde Staten · Zuid-Korea · Zweden · Zwitserland